# Ett skepp kommer lastat (radioprogram)
Ett skepp kommer lastat var SR:s julkalender 1982.

## Handling
Trubaduren Finn Zetterholm sjunger visor med förstaklassare från Kungsätraskolan i Skärholmen i radiohuset. Bakom första luckan fanns till exempel en skidåkare, och man söker svar på hur han kan lämna ett spår på vardera sidan om trädet, och sedan sjunger de om hur "Det blev sånt liv på stadens kaj när vi steg i land". Bakom andra luckan tar de ton till "Rått'n roll", då de träffar "familjen skeppsråtta", och skeppsråttor firar jul tidigare än människor.
Bakom lucka fyra finns Greve Dracula, och den 13 december medverkar Lucia som rockstjärna.
Under julafton firar Finn och barnen med de flesta figurerna från kalendern på torget, och Dracula har tandvärk.

## Papperskalender

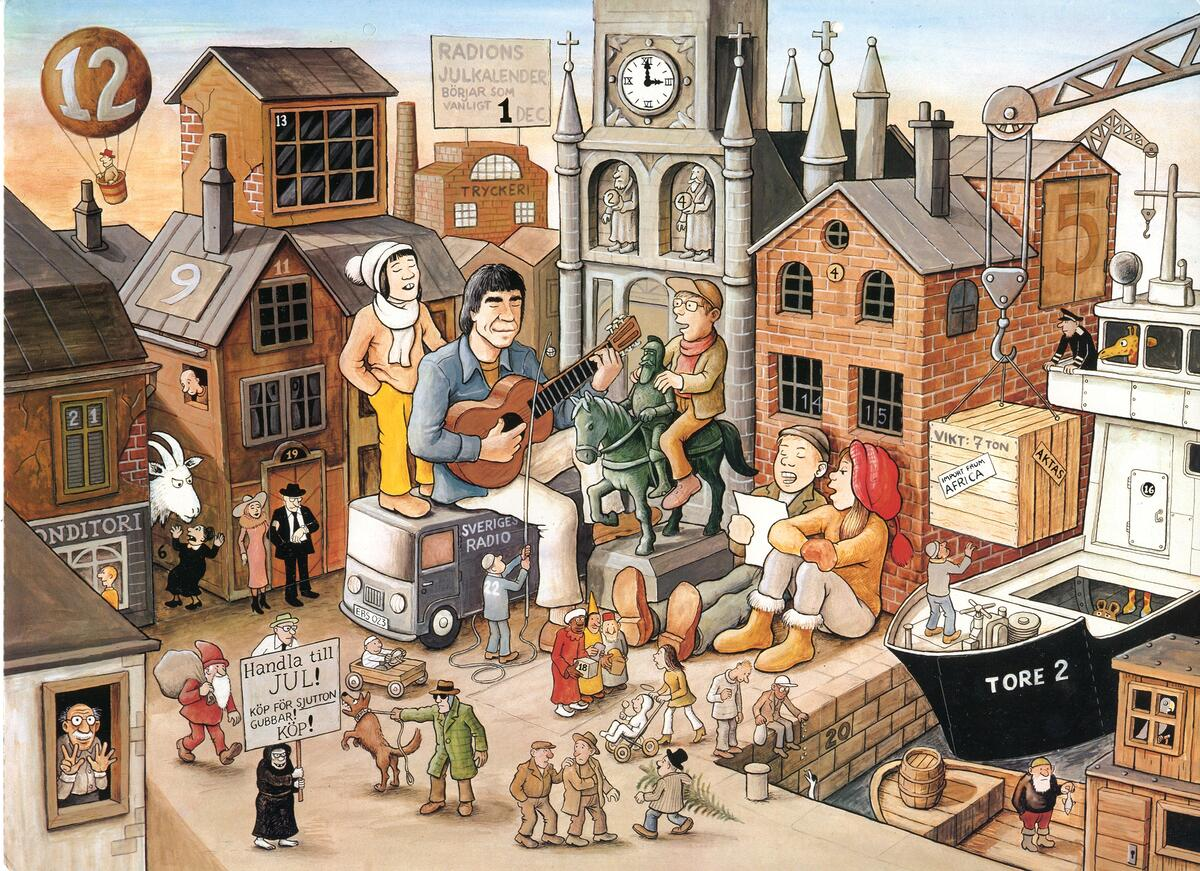
Papperskalendern

Jan Lööf illustrerade kalendern, som visar hamnkvarteren i en stad, med en lyftkran som lastar vid en båt.

### Fotnoter
1. ↑  ”Svensk mediedatabas”. http://smdb.kb.se/catalog/search?q=%22Ett+skepp+kommer+lastat%22+typ%3Aradio&sort=OLDEST. Läst 5 april 2011.
2. ↑  ”Radiogodis”. Arkiverad från originalet den 23 juli 2014. https://archive.today/20140723084634/http://radiogodis.se/1982.htm. Läst 1 april 2011.
3. ↑  ”1982, Ett skepp kommer lastat”. Sveriges Radio. http://sverigesradio.se/barn/julkalendrar/1982.stm. Läst 30 augusti 2015.
4. ↑  ”Radiogodis”. http://radiogodis.se/Img/1982a.jpg. Läst 2 april 2011.